# Cantone di Vauvert
Il Cantone di Vauvert è una divisione amministrativa dell'arrondissement di Nîmes.
A seguito della riforma approvata con decreto del 24 febbraio 2014, che ha avuto attuazione dopo le elezioni dipartimentali del 2015, è passato da 4 a 10 comuni.

## Composizione
I 4 comuni facenti parte prima della riforma del 2014 erano:
- Aubord
- Beauvoisin
- Bernis
- Vauvert

Dal 2015 i comuni appartenenti al cantone sono i seguenti 10:
- Aigues-Vives
- Aubord
- Beauvoisin
- Bernis
- Codognan
- Mus
- Uchaud
- Vauvert
- Vergèze
- Vestric-et-Candiac